# 린지 앤더슨
린지 앤더슨(Lindsay Anderson, 영어 발음: /ˈlindzi/, 1923년 4월 17일 ~ 1994년 8월 30일)은 인도에서 태어난 영국의 영화 감독이다.

## 개요
아버지가 육군에 소속되어 있으며, 그 관계로 인도의 벵갈루루에서 태어났다. 1947년 영화 잡지 Sequence를 개빈 램버트와 카렐 라이스와 함께 창간하고 영화 비평 분야에서 활약한다. 이후 다큐멘터리 영화 제작을 거쳐 1963년 첫 장편 영화를 제작했다. 1968년의 "if...."이라는 작품으로 칸 국제 영화제 황금종려상을 수상했다. 1994년 프랑스 앙굴렘에서 서거하였다.

## 같이 보기
- 싱크대 사실주의
- 질 베넷 (영국 배우)